# Singur acasă 2 - Pierdut în New York
Singur acasă 2 - Pierdut în New York (engleză: Home Alone 2: Lost in New York) este un film de Crăciun din 1992. Acesta este creat în genurile film de comedie, de familie. Filmul este regizat de Chris Columbus. Este al doilea film din seria de filme Singur acasă și o continuare directă a filmului Singur acasă. Rolul principal (Kevin McCallister) este interpretat încă odată de Macaulay Culkin, în timp ce actorii Joe Pesci și Daniel Stern reinterpretează rolurile bandiților. În alte roluri apar actorii Catherine O'Hara, John Heard, Devin Ratray, Kieran Culkin, Gerry Bamman, Tim Curry, Rob Schneider, Dana Ivey și Brenda Fricker.
Eddie Bracken interpretează un rol minor, în timp ce Ally Sheedy (care anterior a lucrat cu Hughes la The Breakfast Club), Bob Eubanks și Donald Trump au scurte apariții cameo. Filmările au fost realizate în Winnetka, Illinois, pe Aeroportul Internațional O'Hare din Chicago, în Miami și în New York (unde se afla casa lui Culkin în acea perioadă). În ciuda recenziilor împărțite ale criticilor, filmul a devenit al doilea cel mai de succes din 1992, având încasări de 173 de milioane de dolari americani în Statele Unite și peste 358 de milioane în toată lumea.
Singur acasă 3 a apărut în 1997 și Singur acasă 4 în 2002, dar Culkin n-a mai apărut în aceste filme, la fel ca și restul distribuției din 1992.

## Prezentare
Familia McCallister se pregătește de plecare în Florida pentru a petrece Crăciunul acolo. Începe iar agitația în rândul mulțimii de frați, surori, veri, părinți și mătuși. Doar Kevin rămâne calm, chiar și după ce se urcă în alt avion, cel care merge la New York. Mai ales că din greșeală toate cărțile de credit au rămas în posesia lui. De aceea Kevin se cazează la Plaza Hotel. Aici își satisface toate fanteziile culinare, trebuind tot timpul să-i păcălească pe angajații vigilenți ai hotelului. Ieșit la o plimbare prin oraș, Kevin se întâlnește cu cei doi hoți din primul film, Harry și Marv. Cei doi tocmai au descins dintr-un camion plin cu pește și sunt dornici să se răzbune pe Kevin. Băiatul, în lipsa părinților, se împrietenește cu doamna cu porumbeii, o femeie ce-și deschide inima în fața lui după ani de zile în care nu a mai comunicat cu nimeni. Cei doi hoți au iarăși multe de pătimit din partea lui Kevin. În cele din urmă, Kevin se întâlnește cu mama sa în fața pomului de Crăciun.

## Rolurile principale
- Macaulay Culkin - Kevin McCallister
- Joe Pesci - Harry Lime
- Daniel Stern - Marv Merchants
- Brenda Fricker - Femeia cu porumbei
- Catherine O'Hara - Kate McCallister
- John Heard - Peter McCallister
- Devin Ratray - Buzz McCallister
- Hillary Wolf - Megan McCallister
- Maureen Elisabeth Shay - Linnie McCallister
- Michael C. Maronna - Jeff McCallister
- Gerry Bamman - Unchiul Frank McCallister
- Terrie Snell - Mătușa Leslie McCallister
- Jedidiah Cohen - Rod McCallister
- Senta Moses - Tracy McCallister
- Daiana Câmpeanu - Sondra McCallister
- Kieran Culkin - Fuller McCallister
- Dana Ivey - Dna. Stone
- Donald Trump - patronul hotelului
- Tim Curry - Dl. Hector, administratorul hotelului
- Rob Schneider - Cedric, angajat al hotelului
- Ron Canada  - polițist în Times Square

## Coloana sonoră
Home Alone 2: Lost in New York – Original Score este o coloană sonoră din 1992 compusă de John Williams, cel care a creat și coloana sonoră a primului film. Deși coloana sonoră conține melodiile ce apar în film, există și câteva teme noi proeminente cum ar fi "Christmas Star" sau "Plaza Hotel and Duncan's Toy Store". Coloana sonoră originală conține melodiile:
1. "Somewhere in My Memory" (3:49)
2. "Home Alone" (2:01)
3. "We Overslept Again" (2:46)
4. "Christmas Star" (3:18)
5. "Arrival in New York" (1:41)
6. "Plaza Hotel and Duncan's Toy Store" (3:45)
7. "Concierge and Race to the Room" (2:04)
8. "Star of Bethlehem" (3:28)
9. "The Thieves Return" (4:35)
10. "Appearance of Pigeon Lady" (3:19)
11. "Christmas at Carnegie Hall" ("O Come All Ye Faithful" / "O Little Town of Bethlehem" / "Silent Night") (5:02)
12. "Into the Park" (3:49)
13. "Haunted Brownstone" (3:01)
14. "Christmas Star and Preparing the Trap" (4:17)
15. "To the Plaza Presto" (3:22)
16. "Reunion at Rockefeller Center" (2:36)
17. "Kevin's Booby Traps" (3:41)
18. "Finale" (3:55)
19. "Merry Christmas, Merry Christmas" (2:51)